# Mandalorian
En Mandalorian (mandalorianska mando'ad, ordagrant "Mandalores barn", engelska Mandalorians) är en medlem i den fiktiva organisationen mandalorianer i Star Wars-universumet. Den består av ett krigarfolk som lyder under en Mand'alor (mandalorianska för sann ledare).

## Religion
Den traditionella mandalorianska religionen har tre gudar. De leds av den allseende Kad Ha'rangir. En annan gud är tricksterguden Hod Ha'ran, som även är turens gud. Mandalorianernas "onda" gud är Arasuum, slöhetens gud.

## Historia

### Mandalorianska krigen
Under mandalorianska kriget försökte mandalorianerna utplåna Galaktiska republiken. Det skulle göras med hjälp av Sithorden, men efter en serie förluster kom en sista strid, av mandalorianerna kallad Ani'la Akaan, som översätts till "Det sista slaget". Där dog mandalorianernas ledare Mandalore den Ultimate.

### Ba'slan shev'la
Efter kriget kom de Sanna Mandalorianerna fram till en lösning, liknande sithernas Rule of Two. Den kallades av mandalorianerna Ba'slan Shev'la och gick ut på att gå under jorden tills de blev starka nog att slå tillbaka mot de Nya Mandalorianerna.

## Grenar

### Nya Mandalorianer
De Nya Mandalorianerna ville ha en förändring, som ledde till att mandalorianerna blev ett fredligt folk. Denna förändring kallas av de Sanna Mandalorianerna för Arasuum, namnet på slöhetens gud som viskar om fred. De Sanna Mandalorianerna har anfallit de Nya Mandalorianerna flera gånger med målet att utplåna dem.

### Sanna Mandalorianer
De Sanna Mandalorianerna är en konservativ gren av mandalorianerna. Dessa vill utplåna de Nya Mandalorianerna och fortsätta att vara ett krigarfolk. Dessa följer Resol'nare och bär mandaloriansk rustning (mandalorianska beskar'gam).